# Simplicidentata
Simplicidentata — група ссавців, яка включає ряд Rodentia (мишоподібних гризунів) та їхніх найближчих вимерлих родичів. Термін історично використовувався як альтернатива Rodentia. Однак Simplicidentata тепер визначається як охоплюючи всіх членів Glires, які мають більш недавнього спільного предка з нинішніми мишоподібними, ніж із живими зайцеподібними. Згідно з цим визначенням, втрата другої пари верхніх різців є синапоморфною (спільною похідною) ознакою Simplicidentata. Втрата другого верхнього премоляра (P2) також вважається синапоморфною для Simplicidentata, але примітивний Sinomylus дійсно має P2.
Це значення Simplicidentata було введено Chuankui Li та його колегами в 1987 році, які класифікували Simplicidentata як надряд, що включає Rodentia та вимерлі Mixodontia, на відміну від надряду Duplicidentata (включаючи Lagomorpha та вимерлі Mimotonida). У своїй книзі «Класифікація ссавців» 1997 року Малькольм К. Маккенна та Сьюзен К. Белл класифікували Simplicidentata як мірряд у великому ряді Anagalida. Рішення Маккенни та Белли використовувати Simplicidentata було розкритиковане рецензентом Фредеріком С. Салаєм, який вважав за краще просто помістити Mixodontia в Rodentia, що залишило б Simplicidentata непотрібним. У «Початку епохи ссавців» (2006) Кеннет Роуз визнав мірряд Simplicidentata, включаючи Mixodontia, Rodentia та рід Sinomylus (не розміщений ні в одному порядку), в межах надряду Anagalida.